# إليسيو نيكولاس ألونسو
إليسيو نيكولاس ألونسو (بالإسبانية: Eliseo Nicolás Alonso) هو نحات إسباني، ولد في 15 فبراير 1955 في Agones ‏ في إسبانيا، وتوفي في 2 يونيو 2012.